# Léo Grandon
Léo Grandon, né le 21 février 1995 à Palavas-les-Flots, est un joueur de beach soccer international français.

## Biographie

### En club
Né à Palavas-les-Flots, Léo Grandon pratique le football pendant une dizaine d'années avant de se passionner pour le beach-soccer. Il organise un tournoi amical avec des amis et affronte le BS Palavas en finale et rejoint le club l'année suivante.
Fin 2014, il crée le Grande Motte Pyramide Beach Soccer avec Anthony Barbotti et Karim Ferhaoui avec qui il est champion de France en 2015, quelques mois auparavant il s'entraîne avec le club suisse de BSC Bienne Hatchet pour progresser.
En mars 2016, déjà lauréat de plusieurs titres de champion en France et en Suisse, il reçoit le Trophée de la Ville de Palavas-les-Flots. Il joue alors avec le club de La Grande-Motte, et au sein d'un club suisse, disputant les deux championnats. Durant l'été, le Grande-Motte PBS conserve son titre national.
Léo Grandon et GMPBS remportent leur troisième titre de champion de France en 2018. En demi-finale, il deux doublé contre le SC Le Rheu puis l'AS Le Taillan-Médoc. Il valide son diplôme d’entraîneur, devenant le plus jeune certifié national en France. 
Après avoir disputé la Coupe d'Europe terminée en quatorzième position, il est champion de France pour la quatrième fois en 2019. Il rejoint ensuite le club belge de BSC Brussels Newteam en octobre et participe à la Coupe du monde des clubs en Turquie et au tournoi international Marseille Beach Cup.

### En équipe nationale
À tout juste 19 ans, Léo Grandon connaît sa première sélection en équipe de France de beach soccer avec une entrée en jeu face à l'Angleterre à Rennes en mars 2014.
En avril 2014, il est sélectionné pour une double confrontation amicale face à l'Espagne.
En mars 2016, Léo Grandon compte six sélections.Durant l'été, il est sélectionné pour les étapes de Moscou et Sanxenxo de l'Euro Beach Soccer League. En juillet, il inscrit un but pour la sélection battue 11-3 par l’Espagne lors du deuxième match en EBSL. 
En 2017, il n'est pas retenu en équipe nationale. 
En avril 2018, il inscrit deux buts en deux matchs amicaux contre la Belgique, au Touquet, pour deux victoires (12-2 et 9-2),. En mai puis août, le sélectionneur-joueur Stéphane François le convoque pour l'Euro Beach Soccer League. Dans l'ultime match de la dernière étape, Grandon permet de mener 2-0 contre les Espagnols, mais ne peut empêcher la défaite (2-3) qui permet tout de même au Bleu de se maintenir en première division. 
En avril 2019, Grandon est retenu pour jouer les World Beach Games.
Pour son premier match de l'année 2020, l'Équipe de France s'incline (9-3) face à la Suisse à Bâle malgré un but de Grandon.

## Statistiques en équipe de France
| Année  | 2014 | 2015 | 2016 | 2017 | 2018 | 2019 | Total |
| ------ | ---- | ---- | ---- | ---- | ---- | ---- | ----- |
| Matchs | 4    | 2    | 7    | -    | 6    | 3    | 22    |
| Buts   | -    | -    | 2    | -    | 3    | -    | 5     |

## Palmarès
- Championnat de France de beach soccer (4)
  - Champion : 2015, 2016, 2018 et 2019 avec Grande-Motte PBS